# Démolition et reconstruction du Star Théâtre
Pour plus de détails, voir Fiche technique et Distribution.
Démolition et reconstruction du Star Théâtre est un film américain réalisé par Frederick Armitage, sorti en 1901.

## Synopsis
Le premier jour, le cinéaste prend à cadence normale quelques secondes du va-et-vient habituel de la circulation, les calèches, les chariots, et la foule des piétons. Puis, pendant les quelques semaines que dure l'opération de démolition du Star Theater, à New York, la caméra reste au même endroit, bien calée, filmant à travers la fenêtre d’un immeuble placé juste en face. Par des démarrages et des arrêts de caméra successifs, le cinéaste prend quelques vues à chaque demi-heure de la journée (il exclut le soir, la nuit et le petit matin, dont les lumières ne sont pas assez actiniques pour obtenir une image correctement exposée). À la projection, la démolition s’effectue ainsi en 1 min 30 s, les matériaux sont pris d’une sorte de folie autodestructrice, les ombres tournoient, les piétons s’activent comme des insectes, le store d’une boutique proche s’ouvre et se ferme à un rythme infernal, les étages du Star Théâtre disparaissent l'un après l'autre. « Quand seuls subsistent des monceaux de pierres que des fardiers débarrassent, le calme revient, un autre morceau du film à vitesse normale montre les piétons, indifférents aux ruines, qui vaquent à leurs occupations. »

## Analyse
Ce film est le premier essai au cinéma de grand accéléré (Time-lapse).

## Réapparitions
Dans le film Zodiac de David Fincher (2007), pour signaler que quatre années s'écoulent, un super-accéléré décrit en quelques dizaines de secondes la construction d'un gratte-ciel. Le sujet est de la même veine. De nombreux super-accélérés, notamment de vues citadines nocturnes, se retrouvent dans de très nombreux films ou séries télé.